# スチュワート (DD-13)
|          |                                                   |
| 艦歴     |                                                   |
| 発注     |                                                   |
| 起工     | 1900年1月24日                                     |
| 進水     | 1901年3月2日                                      |
| 就役     | 1902年5月10日                                     |
| 退役     | 1919年7月9日                                      |
| その後   | 1920年1月3日に売却                                |
| 除籍     | 1919年9月15日                                     |
| 性能諸元 |                                                   |
| 排水量   | 420トン                                           |
| 全長     | 245 ft (74.7 m)                                   |
| 全幅     | 23 ft 1 in (7.04 m)                               |
| 吃水     | 6 ft 6 in (1.98 m)                                |
| 機関     |                                                   |
| 最大速   | 29.7ノット (55 km/h)                              |
| 乗員     | 士官、兵員79名                                    |
| 兵装     | 3インチ砲2門、 6ポンド砲5門 18インチ魚雷発射管2門 |

スチュワート (USS Stewart, DD-13) は、アメリカ海軍の駆逐艦。ベインブリッジ級駆逐艦の1隻。艦名はチャールズ・スチュワート提督 (en) にちなむ。

## 艦歴
スチュワートは1900年1月24日にニューヨーク州モリス・ハイツのガス・エンジン・アンド・パワー社で起工した。1902年5月10日にポール・リー・クック夫人（スチュワート少将の孫娘）によって命名、進水し、1902年12月1日に艦長フレデリック・A・トラウト大尉の指揮下就役した。
就役後スチュワートは、海軍兵学校で短期間任務に就き、その後北大西洋艦隊の沿岸戦隊に加わった。1906年にバージニア州ノーフォークで予備役となったが、1907年に大西洋艦隊で再就役し、翌1908年には太平洋艦隊に転属となる。アメリカ海軍初の駆逐艦グループの1隻として、スチュワートは短期間で旧式化した。1916年2月24日に海軍省は駆逐艦1号から16号までを「もはや艦隊と共に任務を果たすには適さない」と決定した。これらの艦は以降「沿岸水雷艦」として分類された。しかしながらこの決定はスチュワートが第一次世界大戦において活躍するのに妨げとはならなかった。
アメリカ合衆国が1917年4月6日にドイツに宣戦布告すると、スチュワートはパナマ運河の大西洋側入り口、コロンビア沿岸の哨戒を行った。続いて5月11日以降は運河の太平洋側入口を哨戒した。7月5日、スチュワートは大西洋に戻り、7月22日から8月11日までフィラデルフィア海軍造船所で海外任務のための改修が行われた。
8月13日、スチュワートは駆逐小艦隊と共にバミューダへ出航した。しかし8月16日に到着したものの、湾において座礁し修理が必要となった。フィラデルフィアでの修理は10月10日まで行われた。10月11日にスチュワートはヨーク川の基地を拠点として護衛艦任務を始める。訓練のため一時中断した以外は、護衛任務は1917年12月31日まで続けられた。スチュワートはフィラデルフィア海軍造船所に入渠し、再び海外任務のための改修が行われた。
1918年1月15日に出渠し、スチュワートは翌日ウォーデン (USS Worden, DD-16) 、ホプキンス (USS Hopkins, DD-6) 、マクドノー (USS Macdonough, DD-9) 、ポール・ジョーンズ (USS Paul Jones, DD-10) と共にヨーロッパでの任務に出航した。1月29日から2月4日までアゾレス諸島で停泊し、スチュワートとウォーデンは2月9日にフランスのブレストに到着、17日から船団護衛任務を開始した。
1918年4月17日、スチュワートがキブロン湾に入港したとき、火薬と鉄鋼を積んだアメリカ船籍の汽船、フローレンス・H (Florence H) が停泊中に爆発した。スチュワートは生存者9名を救助し、乗員は勇気を持って救助に当たったとして海軍長官によって表彰された。4月23日、スチュワートは2機の水上機が潜水艦に対して爆弾を投下するのを目撃する。スチュワートはその地点に急行した。1機が艦の上空を飛行し、観測兵が潜水艦の位置を指摘した。スチュワートは最初に潜水艦の航跡を見つけ、続いて潜望鏡を発見、最後に水面下の船体を発見した。スチュワートはフランスの護衛艦が潜水艦に体当たりしようとしたため、最後の瞬間に方向転換を強いられたが、2発の爆雷を投下した。爆雷は爆発し海面に大量の油が浮き上がり、この戦闘は当時は戦果を上げたと評価された。しかしながらこの攻撃を切り抜けた潜水艦 U-108 は数日後にポーター (USS Porter, DD-59) による攻撃で損傷し、最後は終戦時にハリッジで降伏した。
3日後、濃霧の中スチュワートは未確認の商船と衝突し損傷する。スチュワートは5月28日まで修理作業が行われた。8月4日にスチュワートは敵潜水艦に対して別の攻撃を行ったが、戦果は確認できなかった。
第一次世界大戦の停戦協定が1918年11月11日に成立すると、スチュワートは船団護衛任務を終了した。スチュワートは11月26日にプレストで修理のため乾ドックに入渠した。12月9日、スチュワートは他の4隻の駆逐艦と共にブレストを出航し、2日後ヨーロッパに向かうウッドロウ・ウィルソン大統領を乗せた船団を追い越すと、アゾレス諸島とバミューダに停泊し、1919年1月3日にフィラデルフィアに到着した。スチュワートは1919年7月9日に退役し、9月15日に除籍、1920年1月3日にフィラデルフィアのスクラップ業者ジョセフ・G・ヒトナー社に売却された。